# Simplicia mistacalis
Simplicia mistacalis är en fjärilsart som beskrevs av Achille Guenée 1854. Simplicia mistacalis ingår i släktet Simplicia och familjen nattflyn. Inga underarter finns listade i Catalogue of Life.